# Edificio London París
Edificio London París, también conocido como The Standard Life, es un edificio en la capital uruguaya Montevideo en el barrio Centro sobre la Avenida 18 de Julio, esquina Río Negro. Fue construido entre 1905 y 1908, según diferentes fuentes, por el arquitecto John Adams o por el arquitecto M. Tapie. Está diseñado con el estilo del histórico eclecticismo.
El edificio es reconocido por haber sido la sede principal de la homónima gran tienda por departamentos, la primera de su clase en Uruguay. La empresa fue fundada en 1908 por Pedro Casteres y Juan Pedro Tapié en la planta baja y el subsuelo del edificio de la ex Compañía de Seguros The Standard Life, en Dieciocho de Julio y Río Negro. La tienda se mantuvo abierta como tal hasta 1966.
En 1995, se realizó la remodelación de su planta baja, a cargo de los arquitectos Conrado Pintos, Alberto Valenti y Arturo Silva Montero. Cinco años más tarde  Isaac Benito fue el responsable de la restauración de los pisos superiores. En 2008 se vendió por un valor de 700.000 dólares. El edificio, originalmente diseñado como vivienda, incluye a Friburgo Seguros y el comercio McDonalds.

## Literatura
- Guía Arquitectónica y Urbanística de Montevideo. Intendencia Municipal de Montevideo u. a., Montevideo u. a. 2008, ISBN 978-9974-600-26-3, S. 67.